# ابراهیم داداشوف
ابراهیم داداشوف (روسی: Ибрагим Паша-оглы Дадашёв؛ ۱۰ آوریل ۱۹۲۶ – ۱۶ ژوئیه ۱۹۹۰) کشتی‌گیر اهل اتحاد جماهیر شوروی بود.
وی همچنین برندهٔ جوایزی همچون قهرمان ورزشی اتحاد شوروی و نشان پرچم سرخ کار شده‌است.